# Csillámpala

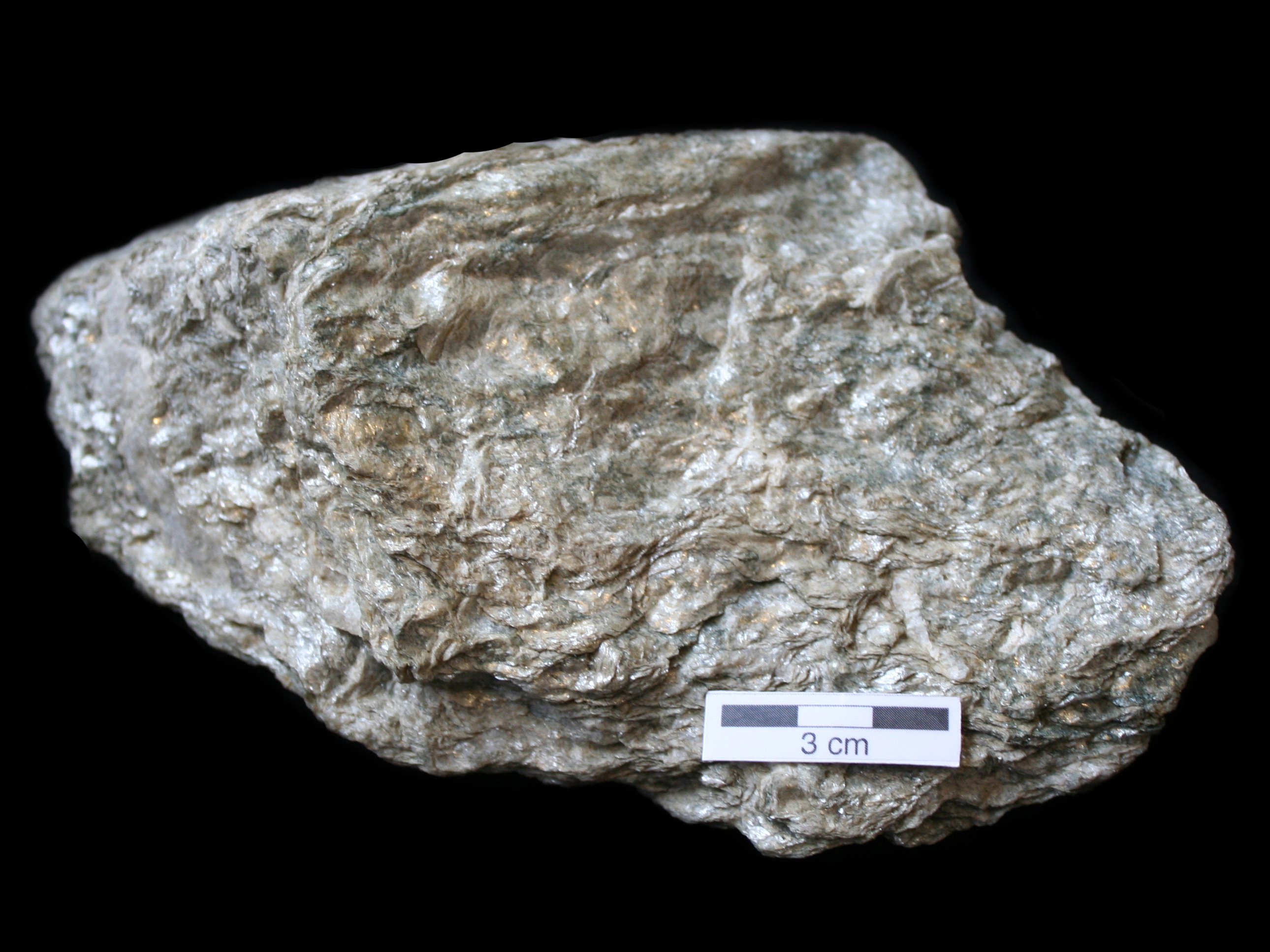
Csillámpala

A csillámpala a kristályos palák közé tartozó mezometamorf kőzet. Alapvető jellemzője, hogy a csillámok mennyisége meghaladja az 50%-ot, illetve sok kvarcot tartalmaz. Emellett muszkovit és biotit a legfontosabb alkotórészei. Lehetséges elegyrészei még kevés földpát (maximum 20%), gránát, disztén, sztaurolit, turmalin.
Általában elegyrészei elkülönülnek, rétegeket alkotnak a kőzetben. A pala a csillámos réteglapok mentén válik el, ezért megjelenésében a csillám domináló. Csak haránttörések felületén ismerhetők fel a kvarcrétegek. Fajtáit a csillámok típusa szerint különböztetik meg. Képződése általában agyagos üledékekre vezethető vissza, de változatos kiinduló anyagok vezetnek a metamorfózis után csillámpalához.
Magyarország területén felszínen vagy felszínközelben csak a központi-alpi egység területén, a Soproni-hegységben és a Kőszegi-hegységben található. A felszín alatt nagy mélységekben szinte mindenhol megtalálható, így az alföldi mélyfúrásokból is ismert.